# ФК Будућност Ваљево
ФК Будућност Ваљево је бивши фудбалски клуб из Ваљева, Србија. Клуб је основан 1919. године, а угашен је након фузије са градским ривалом Крушиком у јулу 2014. године, када је настао нови клуб Будућност Крушик 2014.

## Историја
Клуб је основан 1919. године под именом РФК Будућност (Раднички фудбалски клуб Будућност). Ускоро постаје првак Ваљевске лиге и у међуратном периоду се такмичи у лиги београдског подсавеза. Пар година након рата, Будућност се спаја са другим ваљевским клубом, ФК Напред, и почиње такмичење у српској лиги, тада четвртом такмичарском степену. Средином педесетих, укида се дотадашња јединствена Друга лига и уместо ње уводи пет зона. Будућност се нашла у III зони, заједно са клубовима из северне Србије. Већ у првој сезони у другом рангу, 1955/56, Будућност се нашла на корак од квалификација за Прву лигу - заузела је друго место са 35 бодова, само један бод мање од првака Борова. Међутим, наредне сезоне заузела је тек 10. место и испала из другог ранга. 
Будућност је поново била члан Друге савезне лиге (група Север) у периоду од 1970. до 1973. Године 1971. је, такмичећи се привремено под именом ФК Металац, заузела 11. место, 1972. је била шеста, али је 1973. заузела последње место и испала у српску лигу. Све до распада СФРЈ, Будућност више није успела да се врати у савезни ниво такмичења. 
Сезоне 1991/92 Будућност је шеста у Трећој лиги Север, и замало јој измиче повратак у Другу лигу. Оно што није успела тада, успела је две године касније, када је освојила западну групу Српске лиге и пласирала се у Другу Б лигу. Сезону 1994/95 завршила је на 5. месту, али је због смањења броја клубова морала да игра бараж за опстанак. У две утакмице била је боља од Радничког из Пирота. 
Сезона 1995/96 једна је најуспешнијих у историји клуба. Будућност је целе сезоне доминирала у такмичењу и изборила бараж за улазак у Прву А лигу. У баражу није успела да савлада имењака из Подгорице (у Ваљеву је победила са 1:0, а у Подгорици изгубила са 0:3), па је постала члан Прве Б лиге. Сезону 1996/97 завршила је на 19. месту од 24. клуба и изборила опстанак у елити. И следећу, 1997/98, сезону је завршила на 19. месту, али је због смањења броја клубова у Првој лиги са 24 на 18, испала у Другу лигу. 
Од 1999. до 2003. Будућност се, са изузетком сезоне 2001/02 када је била српсколигаш, такмичила у Другој лиги. Због територијалних реорганизација две сезоне је била у западној, а две у источној групи. Иако је дуго важила за најуспешнији ваљевски клуб, у последњих десетак година није имала виших домета од средине табеле српске лиге. Из Српске лиге Запад је испала сезоне 2010/11 и од тада је члан Зоне Дрина. 

## Познати бивши играчи
- Никола Лазетић
- Миливоје Ћирковић
- Игор Богдановић
- Милан Јовановић
- Новак Марјановић
- Немања Николић
- Ђорђе Лазић